# Alan Weisman

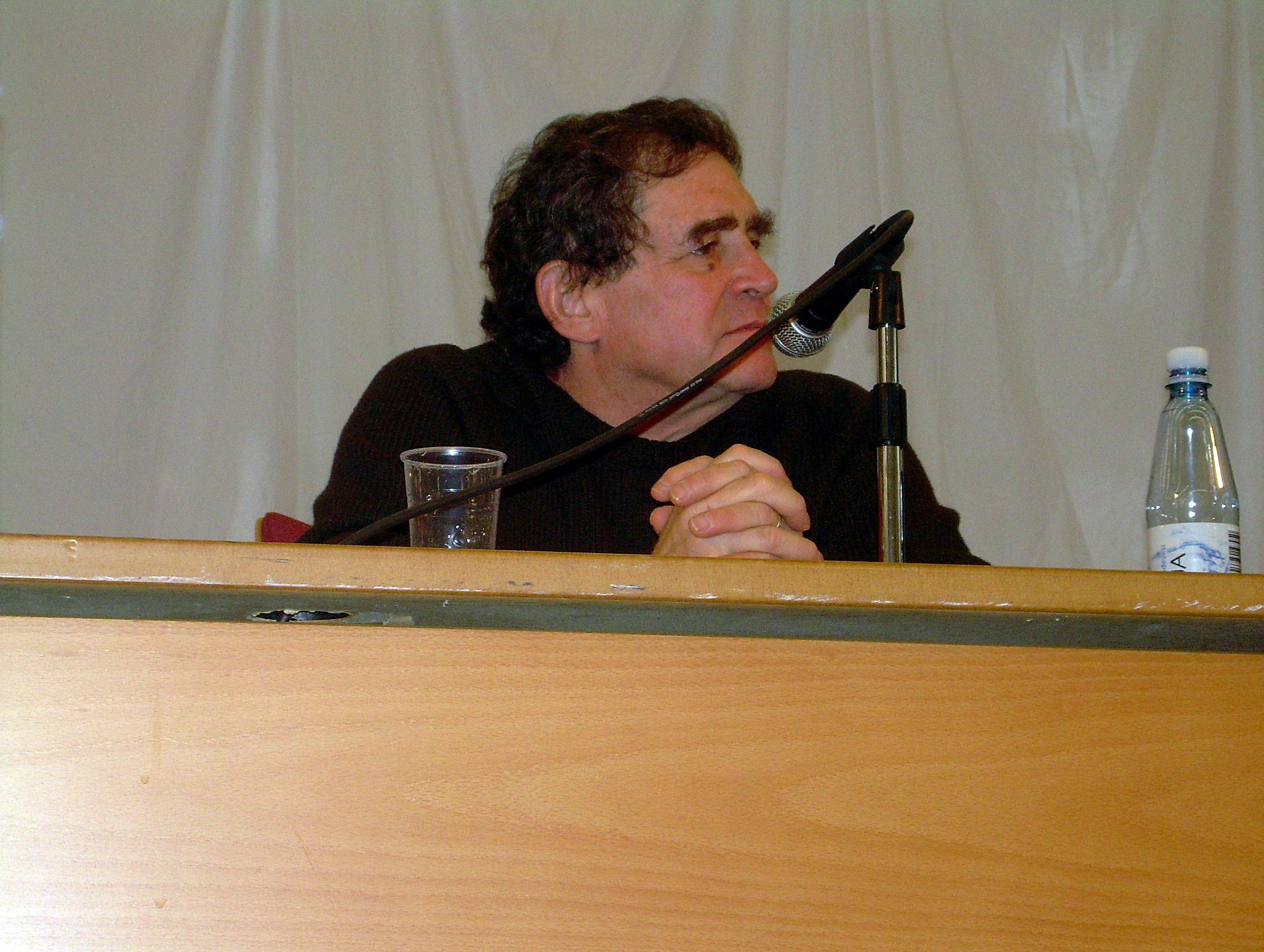
Alan Weisman

Alan Weisman (* 24. März 1947 in Minneapolis, Minnesota) ist ein US-amerikanischer Autor und Journalist.
Seine journalistischen Arbeiten entstanden in zahlreichen Ländern wie den Vereinigten Staaten, Kanada, Mittel- und Südamerika, Europa, der früheren Sowjetunion und dem Mittleren Osten. Er berichtet unter anderem für Harper’s Magazine, The Atlantic Monthly, das The New York Times Magazine, The Los Angeles Times Magazine und Discover/National Public Radio.
Weisman ist Professor für internationalen Journalismus an der Universität von Arizona.
Auf Grundlage des Artikels Earth without people, der in die Sammlung „Best American Science Writing 2006“ 
aufgenommen wurde, erschien 2007 sein Buch The World Without Us, in dem er die Vision einer Erde ohne Menschen behandelt. Die deutsche Übersetzung von Hainer Kober ist beim Piper Verlag unter dem Titel Die Welt ohne uns erschienen.
Alan Weisman ist in zweiter Ehe mit der Bildhauerin Beckie Kravetz verheiratet und lebt in Tucson, Arizona.

## Werke
deutsch
- Die Welt ohne uns. Reise über eine unbevölkerte Erde. Piper, München/Zürich 2007, ISBN 3-492-05132-4.
- Countdown. Hat die Erde eine Zukunft? Piper, München/Zürich 2013, ISBN 3-492-05431-5.[1]
- Gaviotas. Ein Dorf erfindet die Nachhaltigkeit. Piper, München/Zürich 2013, ISBN 3-492-30282-3.

englisch
- We, Immortals. Pocket Books, 1979.
- La Frontera: The United States Border With Mexico. Harcourt Brace Jovanovich, San Diego 1986, ISBN 978-0-15-147315-1.
- Gaviotas: A Village to Reinvent the World. Chelsea Green Publishing, Vermont 1998, ISBN 978-1-890132-28-6.
- An Echo In My Blood. Harcourt Brace, New York 1999, ISBN 978-0-15-100291-7.
- Lone Star: The Extraordinary Life and Times of Dan Rather. Wiley & Sons, New York 2006, ISBN 978-0-471-79217-8.
- The World without us. Thomas Dunne Books, New York 2007.
- Countdown. Little Brown, 2013.

## Belege
1. ↑   Countdown mit Cover und Inhaltsverzeichnis: DNB 1050951778

| Personendaten    | Personendaten                          |
| ---------------- | -------------------------------------- |
| NAME             | Weisman, Alan                          |
| KURZBESCHREIBUNG | US-amerikanischer Journalist und Autor |
| GEBURTSDATUM     | 24. März 1947                          |
| GEBURTSORT       | Minneapolis                            |